# Hendrik Rost

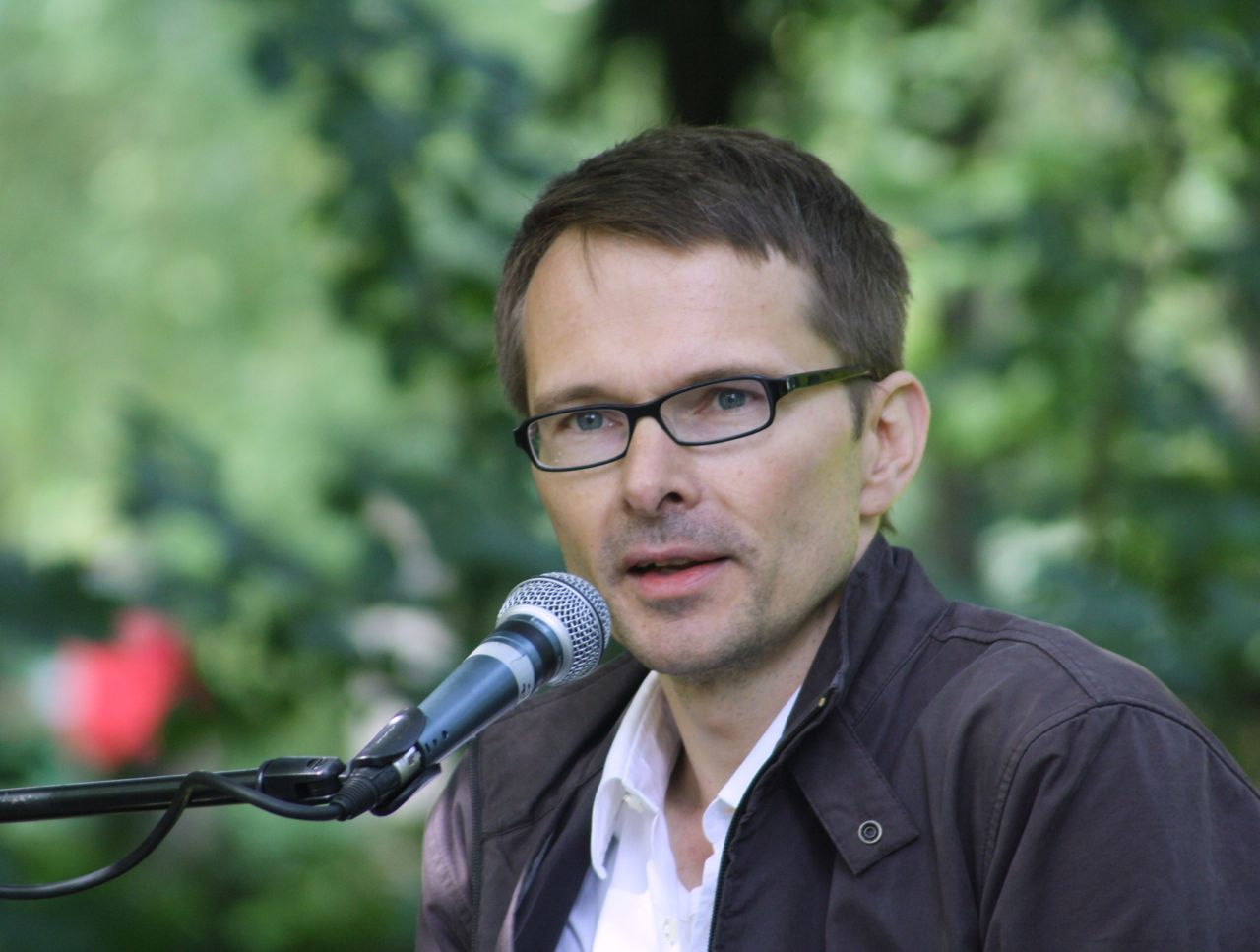
Der Lyriker Hendrik Rost beim Erlanger Poetenfest 2013

Hendrik Rost (* 1969 in Burgsteinfurt) ist ein deutscher Schriftsteller.

## Leben
Hendrik Rost studierte Philosophie und Literaturwissenschaft in Kiel und Düsseldorf. Nach dem Magisterabschluss 1996 machte er ein Volontariat zum Rechtschreibkorrektor. Seit 1998 lebt er als freier Autor und Korrektor in Hamburg, wo er derzeit bei einem Sprachdienstleister als Bereichsleiter für Sprachen und Einkauf arbeitet.
Neben Einzelpublikationen veröffentlichte er Lyrik und Essays u. a. in: Frankfurter Allgemeine Zeitung, Neue Zürcher Zeitung, Jahrbuch der Lyrik, ndl, Sprache im technischen Zeitalter. Zusammen mit Mirko Bonné übersetzte er Gedichte des niederländischen Autors Rutger Kopland ins Deutsche.

## Werke
- vorläufige gegenwart. Gedichte. Grupello Verlag, Düsseldorf 1995. ISBN 3-928234-34-X
- Fliegende Schatten. Gedichte. Edition Solitude, Stuttgart 1999. ISBN 3-929085-56-9
- Aerobic und Gegenliebe. Gedichte. Grupello Verlag, Düsseldorf 2001. ISBN 3-933749-69-7
- Im Atemweg des Passagiers. Gedichte. Wallstein-Verlag, Göttingen 2006. ISBN 978-3-89244-994-2
- Rutger Kopland: Dank sei den Dingen (Übersetzung mit Mirko Bonné). Carl Hanser Verlag, München 2008. ISBN 978-3-446-23071-2
- Der Pilot in der Libelle. Gedichte. Wallstein Verlag, Göttingen 2010 ISBN 978-3-8353-0620-2
- Licht für andere Augen. Gedichte. Wallstein Verlag, Göttingen 2013 ISBN 978-3-8353-1017-9
- Das Liebesleben der Stimmen. Gedichte. Wallstein Verlag, Göttingen 2016 ISBN 978-3-8353-1777-2

## Auszeichnungen
- 1996: Düsseldorfer Lyrikpreis
- 1998: Literaturförderpreis der Stadt Hamburg
- 1998: Stipendium der Akademie Schloss Solitude
- 1999: Clemens-Brentano-Preis
- 2000: Aufenthaltsstipendium im Künstlerhaus Lauenburg
- 2001: Wolfgang-Weyrauch-Förderpreis
- 2001: Stipendium des Literarischen Colloquiums Berlin
- 2001: Stipendium des Heinrich-Heine-Hauses der Stadt Lüneburg
- 2003: Dresdner Lyrikpreis
- 2004: Förderpreis des Landes Nordrhein-Westfalen für Literatur
- 2017: Werkstipendium des Deutschen Literaturfonds[1]